# Janel Leppin
Janel Leppin (* 1981 Vienna) je americká violoncellistka. Vydala dvě společná alba s Anthonym Pirogem nazvaná Janel and Anthony (2007) a Where Is Home (2012). V roce 2016 vydala své první sólové album Mellow Diamond. Své sólové nahrávky vydává pod pseudonymem Mellow Diamond. Rovněž hrála na albech dalších hudebníků, mezi něž patří například Eyvind Kang, Jeremy Enigk, Marissa Nadler a Oren Ambarchi.